# Róża białokwiatowa
Róża białokwiatowa (Rosa × alba L.) – gatunek krzewu z rodziny różowatych. Powstał w wyniku krzyżowania róży dzikiej (Rosa canina subsp. corymbifera) oraz róży francuskiej (Rosa gallica). Gatunek uprawiany jest od tysiącleci. Naturalnie występował w okolicy Morza Śródziemnego, za sprawą Rzymian dostał się do Anglii i Niemiec. 

## Morfologia
Pędy silne i przewieszające się, niebieskoszare liście, kwiaty pełne lub półpełne, mocno pachnące o owocowym zapachu. Kwitnie raz w roku, od maja do czerwca.

## Zmienność
Tworzy liczne odmiany:
- Celeste (Aurora Poniatowska) – prawdopodobnie wyhodowana w XVIII wieku w Holandii[6]. Posiada delikatne różowe kwiaty, półpełne około 6 cm.
- Rosa Alba Maxima (Greta White Rose) – róża angielskiego rodu Yorków. Kwiaty białe, pełne, rozetowe i pachnące. Liście matowe, szarozielone. Osiąga rozmiar około 1,5 metra.
- Königin von Dänemark – wyhodowana w roku 1826 przez Jamesa Bootha i nazwana na cześć duńskiej królowej Marii. Kwiat pełny, ćwierćrozetowy. Silnie pachnie. Osiąga rozmiar 1,5-1,8 metra[7].
- Rosa Alba Suaveolens – wyhodowana w 1889 roku w Bułgarii. Posiada pełne, białe kwiaty i intensywny zapach. Pokrój zwisły, krzaczasty. Osiąga wysokość do 3 metrów. Tworzy liczne czerwone owoce[8].
- Rosa Alba Semiplena
- Hurdalsrose
- Maiden's Blush
- Dronningen of Danmark